# Walter Christaller
Walter Christaller (Berneck, 1893. április 21. – Königstein im Taunus, 1969. március 9.) német geográfus.
Fő műve a „Die zentralen Orte in Süddeutschland” (1933), amelyben megfogalmazta a központi helyek elméletét. Ez az elmélet átütő jelentőségű volt, mert innentől kezdve kezdték a városok rendszerét is vizsgálni, nem csak az egyes különálló településeket.
A második világháború alatt Christaller az NSDAP tagja volt, és Nyugat-Lengyelország településhálózatának kialakításáért volt felelős az eredeti lakosság elűzése után.